# Rosalind Elias
Pour les articles homonymes, voir Elias.
Rosalind Mary Elias, née le 13 mars 1930 à Lowell, Massachusetts et morte le 3 mai 2020 à New York, est une mezzo-soprano américaine, longtemps pensionnaire au Metropolitan Opera de New York.

## Biographie
Rosalind Elias étudie au New England Conservatory of Music, et se produit avec le New England Opera de 1948 à 1952. Elle part alors compléter  sa formation à l'Académie de Sainte-Cécile à Rome, où elle est l'élève de Luigi Ricci et Nazzareno De Angelis.
De retour en Amérique, elle débute au Metropolitan Opera en 1954, d'abord dans de petits rôles (débuts en Grimgerde dans La Walkyrie de Richard Wagner). Elle sera une habituée de ce théâtre pendant 42 ans, y chantant quelque 45 rôles différents dans plus de 680 représentations, notamment Bersi, Laura, Suzuki, Siebel, Olga, Marina, Cherubino, Dorabella, Fenena, Azucena, Amneris, Carmen, Charlotte, etc. Elle y crée le rôle d'Erika dans Vanessa de Samuel Barber en 1958, et le rôle de Charmian dans Anthony and Cleopatra du même auteur,  pour l'ouverture du Nouveau Met au Lincoln Center en 1966.
Elle s'est également produite à l'étranger, notamment dans La Cenerentola au Scottish Opera en 1970, dans Carmen à l'Opéra de Vienne en 1972, et dans The Rake's Progress au Festival de Glyndebourne en 1975.
Dans le domaine de la radiodiffusion télévisée en direct, Rosalind Elias a également obtenu une forte acclamation critique. Par exemple, elle a joué comme Bathsheba sous la direction d'Alfredo Antonini dans l'opéra , Et David Wept d'Ezra Laderman. L'opéra a été introduit sur le réseau de télévision Columbia Broadcasting System en 1971,,.
En 2001 à l'Opéra de Monte-Carlo, elle parait à nouveau dans Vanessa mais cette fois dans le rôle de la Baronne, aux côtés de Kiri Te Kanawa dans le rôle d'Erika. Elles se retrouveront dans le même ouvrage en 2004 à Los Angeles.
En octobre 2011, elle fait ses débuts sur Broadway dans Follies de Stephen Sondheim. Elle y incarne le rôle de Heidi Schiller, rôle qu'elle avait étrenné quelques mois plus tôt lors de la création de la production à Washington.

## Discographie sélective
- 1957 - Madama Butterfly - Anna Moffo, Cesare Valletti, Rosalind Elias, Renato Cesari - Chœur et orchestre de l'Opéra de Rome, Erich Leinsdorf (RCA)
- 1959 - Il trovatore - Leontyne Price, Richard Tucker, Rosalind Elias, Leonard Warren, Giorgio Tozzi - Chœur et orchestre de l'Opéra de Rome, Arturo Basile (RCA)
- 1962 - Roméo et Juliette, Cesare Valetti, Giogo Tozzi, New England Conservatory Chorus, Boston Symphony Orchestra, dir. Charles Munch. LP RCA 1962 (stereo) report CD BMG 1997.

## Sources
- David Hamilton, The Metropolitan Opera Encyclopedia, Simon & Schuster, 1987  (ISBN 0-671-61732-X)